# Ivry Gitlis

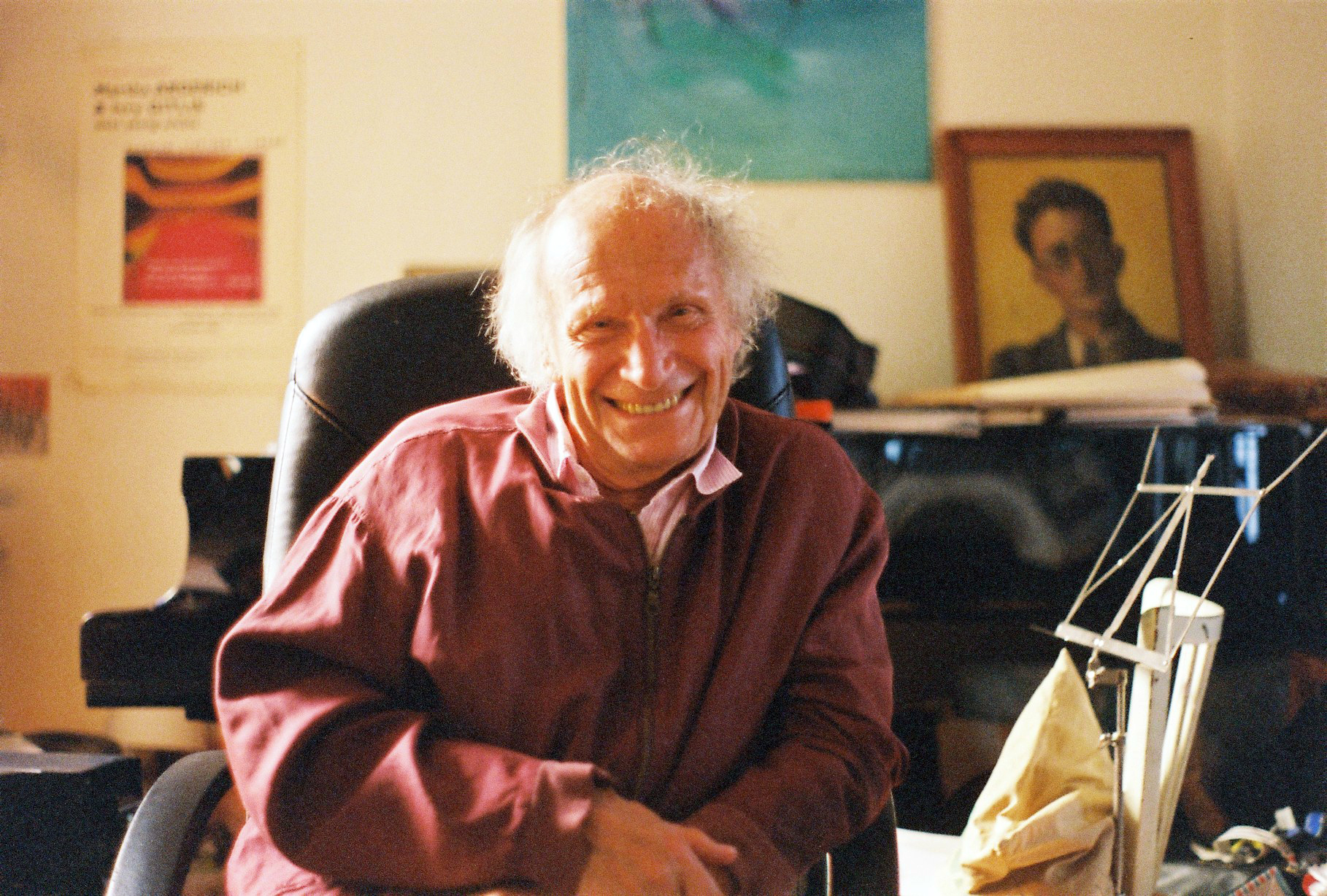
Ivry Gitlis

Ivry Gitlis, född 25 augusti 1922 i Haifa, Brittiska Palestinamandatet, död 24 december 2020 i Paris, Frankrike, var en israelisk violinist.
Gitlis studerade bland annat för Carl Flesch, George Enescu och Jacques Thibaud.
Från slutet av 1960-talet var han bosatt i Paris. Gitlis är känd för sin originella, improvisatoriska spelstil.